# Owen Daniels
Pour les articles homonymes, voir Daniels.
(en) Statistiques sur pro-football-reference
Owen Four Daniels, né le 9 novembre 1982 à Naperville, Illinois, est un joueur américain de football américain. Il a joué au poste de tight end pour les Texans de Houston, les Ravens de Baltimore et les Broncos de Denver en National Football League (NFL).